# Edward Feser

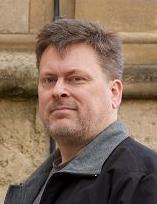
Edward Feser

Edward Charles Feser (ur. 15 kwietnia 1968) – amerykański filozof, wykładowca w Pasadena City College, publicysta i autor książek filozoficznych.

## Życiorys
W 1999 r. na Uniwersytecie Kalifornijskim w Santa Barbara obronił pracę doktorską zatytułowaną „Russell, Hayek, and the Mind-Body Problem”, uzyskując tytuł doktora filozofii. Pracuje jako wykładowca filozofii w Pasadena City College w Kalifornii, był także gościnnym wykładowcą na Uniwersytecie Loyola Marymount. Przez około dziesięć lat, w tym podczas studiów filozoficznych, był ateistą. Jako początkujący wykładowca akademicki został skierowany do prowadzenia zajęć wprowadzających do filozofii, które chciał uatrakcyjnić wcielając się w rolę adwokata diabła i broniąc klasycznych argumentów teistycznych przed krytyką studentów. Po pewnym czasie sam doszedł do wniosku, że argumenty te są w istocie lepsze, niż się powszechnie sądzi, a niedługo później stwierdził, że nie ma wobec tych argumentów satysfakcjonującej odpowiedzi i został praktykującym katolikiem. Od tego czasu angażuje się intensywnie w filozoficzną argumentację za słusznością katolickiego światopoglądu i polemizuje zarówno z naturalizmem, jak i fideizmem, a w szczególności krytykuje nowy ateizm.
Jego główne zainteresowania badawcze obejmują metafizykę, teologię naturalną, filozofię umysłu, etykę i filozofię polityczną.
Publikuje w National Review, The American Conservative i First Things.
Mieszka w Los Angeles z żoną i sześciorgiem dzieci.

## Ważniejsze dzieła
- Tomasz z Akwinu: przewodnik dla początkujących (Aquinas: A Beginner's Guide), przeł. Krzysztof Kotula, Andegavenum, 2023.
- Pięć dowodów na istnienie Boga (Five Proofs of the Existence of God: Aristotle, Plotinus, Augustine, Aquinas, Leibniz), przeł. Małgorzata Wiertelewska, Wydawnictwo W drodze, Poznań 2022.
- Immortal Souls: A Treatise on Human Nature, Editiones Scholasticae, 2024.
- All One in Christ: A Catholic Critique of Racism and Critical Race Theory, Ignatius Press, 2022.
- Aristotle’s Revenge: The Metaphysical Foundations of Physical and Biological Science, Editiones Scholasticae, 2019.
- Neo-Scholastic Essays, St. Augustines Press, 2015.
- Scholastic Metaphysics: A Contemporary Introduction, Editiones Scholasticae, 2014.
- The Last Superstition: A Refutation of the New Atheism, St. Augustines Press, 2010.
- Philosophy of Mind (A Beginner's Guide), Oneworld Publications, 2006.